# Merkury
Merkury – najmniejsza i najbliższa Słońca planeta Układu Słonecznego. Jako planeta dolna znajduje się dla ziemskiego obserwatora zawsze blisko Słońca, dlatego jest trudna do obserwacji. Mimo to należy do planet widocznych gołym okiem i była znana już w starożytności. Merkurego dojrzeć można jedynie tuż przed wschodem lub tuż po zachodzie Słońca.
Ukształtowanie powierzchni Merkurego przypomina Księżyc: są na nim liczne kratery uderzeniowe i pozbawiony jest on atmosfery. Temperatura powierzchni waha się od −173 °C do 427 °C. W przeciwieństwie do Księżyca, planeta ma jednak duże żelazne jądro, generujące pole magnetyczne stukrotnie słabsze od ziemskiego. Rozmiar jądra sprawia, że Merkury ma jedną z największych gęstości spośród planet Układu Słonecznego (Ziemia ma nieznacznie większą gęstość). Merkury nie ma naturalnych satelitów.
Pierwsze udokumentowane obserwacje Merkurego sięgają pierwszego tysiąclecia p.n.e. Starożytni Grecy początkowo uważali, że są to dwa ciała niebieskie: pierwsze widzialne tylko przed wschodem Słońca (nazywali je Apollo), drugie widzialne tylko po zachodzie Słońca (nazywali je Hermesem). Starożytni Egipcjanie, Chaldejczycy oraz późniejsi astronomowie greccy wiedzieli, że Merkury widoczny o poranku i wieczorem jest tą samą planetą. Było to znane Egipcjanom już około 1150 roku p.n.e. Za sprawą szybkiego ruchu planety, powodowanego jej krótką orbitą, Rzymianie nadali planecie nazwę na cześć posłańca bogów i patrona handlarzy – Merkurego. Symbol astronomiczny planety to stylizowana wersja kaduceusza Hermesa.
W porównaniu z innymi planetami Układu Słonecznego o Merkurym wiadomo stosunkowo niewiele; ze względu na problemy natury technicznej zbadały go dotychczas tylko dwie sondy. Pierwsza z nich – Mariner 10 – w latach 1974–1975 trzykrotnie przeleciała obok Merkurego i wykonała mapy 45% powierzchni. Sonda MESSENGER w 2008 i 2009 roku dokonała trzech przelotów obok planety, po czym w latach 2011–2015 badała ją z orbity jako sztuczny satelita. Wystrzelona w 2018 roku sonda BepiColombo ma dotrzeć na orbitę wokół Merkurego w 2025 roku.

## Struktura wewnętrzna

Struktura wewnętrzna i magnetosfera Merkurego

Merkury jest jedną z czterech planet skalistych Układu Słonecznego. Pod względem wielkości jest to najmniejsza planeta Układu Słonecznego – jego średnica wynosi 4879 km. Merkury jest mniejszy (choć ma większą masę) niż największe naturalne satelity planet gazowych, Ganimedes i Tytan. Składa się on w 70% z metali, a w 30% z krzemianów. Gęstość Merkurego, która wynosi 5,427 g/cm³, jest drugą co do wielkości w Układzie Słonecznym i nieznacznie mniejsza od gęstości Ziemi wynoszącej 5,514 g/cm³. Nie uwzględniając efektu kompresji przez grawitację, gęstość planety wynosiłaby 5,3 g/cm³, a Ziemi – 4,4 g/cm³.
Dane o gęstości planety pozwalają dowiedzieć się więcej o jej strukturze wewnętrznej. Podczas gdy gęstość Ziemi wynika w dużej mierze z kompresji jej masy poprzez grawitację (szczególnie w jądrze), mniejsza masa sprawia, że warstwy wewnętrzne Merkurego są znacznie mniej skompresowane. Z powodu małej wielkości planety w stosunku do wysokiej gęstości musi ona mieć duże, bogate w żelazo jądro.
Nowych informacji o budowie planety dostarczyły pomiary pola grawitacyjnego Merkurego wykonane przez sondę MESSENGER oraz wykonane z Ziemi radarowe pomiary libracji planety. Pozwoliły one na stworzenie nowych modeli struktury wewnętrznej. Zgodnie z nimi jądro Merkurego ma promień około 2020 ± 30 km i jest otoczone przez zewnętrzną powłokę z krzemianowej skorupy i płaszcza o łącznej grubości 420 ± 30 km. Średnia gęstość jądra planety wynosi około 6980 ± 280 kg m−3, natomiast średnia gęstość zewnętrznej powłoki wynosi około 3380 ± 200 kg m−3. Inny model przewiduje podobny rozmiar jądra – 2004 ± 39 km, o średniej gęstości 7233 ± 267 kg m−3.
Jądro planety ma złożoną strukturę. W środku znajduje się duże stałe jądro wewnętrzne, o średnicy około 2000 km, które otoczone jest przez płynne jądro zewnętrzne o promieniu około 1000 km. Obserwacje geochemiczne składu powierzchni planety wskazują, że w skład metalicznego, żelaznego jądra mogą wchodzić krzem i siarka. Możliwe, że pomiędzy płynną warstwą jądra a płaszczem istnieje też kolejna żelazo-siarkowa zewnętrzna stała warstwa jądra.
Jądro otacza warstwa zwana płaszczem, przez analogię do płaszcza ziemskiego, składająca się z krzemianów. Niektóre symulacje sugerują, że we wczesnej historii planety kolizja z innym ciałem niebieskim o średnicy kilkuset kilometrów mogła pozbawić Merkurego większości materiału, z którego powstawał płaszcz. Wyjaśniałoby to zagadkę relatywnie cienkiego płaszcza w stosunku do dużego jądra.
Dane zebrane przez sondę MESSENGER umożliwiły określenie średniej grubości skorupy Merkurego na 35 ± 18 km. Jest to wartość zbliżona do grubości skorup innych planet skalistych i Księżyca. Gęstość skorupy szacuje się na 2700–3100 kg m-3.

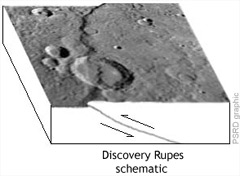
Schemat powstawania uskoków

Jedną z wyróżniających cech powierzchni Merkurego jest występowanie licznych uskoków, czasami rozciągających się na kilkaset kilometrów. Uważa się, że powstały one w wyniku kontrakcji jądra i płaszcza po uformowaniu się skorupy. Największym z nich jest Discovery Rupes, o długości ponad 500 km i wysokości do 1,5 km. W wyniku stygnięcia i kontrakcji wnętrza planety, jej promień od chwili uformowania się skorupy uległ zmniejszeniu o około 7 km.
Pomiary sondy MESSENGER ujawniły, że Merkury jest zaskakująco bogaty w łatwo lotne pierwiastki, które parują w umiarkowanie wysokich temperaturach, co wyklucza wiele modeli jego powstania i wczesnej historii, które zostały zaproponowane przed misją. Ponieważ potas jest znacznie bardziej lotny niż tor, stosunek obfitości tych dwóch pierwiastków jest czułą miarą procesów termicznych, które frakcjonują pierwiastki według lotności. Dla Merkurego stosunek ten jest podobny do innych planet typu ziemskiego, znajdujących się w większych odległościach od Słońca, ale znacznie wyższy niż dla Księżyca, który stracił potas podczas wielkiego zderzenia, które doprowadziło do jego powstania. Stosunkowo duże ilości innych lotnych pierwiastków, w tym siarki, sodu i chloru, stanowią kolejny dowód na to, że Merkury jest bogaty w lotne substancje. Wysoka zawartość siarki w połączeniu z niskimi ilościami żelaza na powierzchni planety dodatkowo wskazują, że Merkury powstał z materii zawierającej mniejsze ilości tlenu niż ta, z której powstały inne planety typu ziemskiego. Stanowi to istotne ograniczenie dla teorii powstawania planet w wewnętrznej części Układu Słonecznego.
Merkuriańskie jądro zawiera więcej żelaza niż ma to miejsce na innych planetach Układu Słonecznego. Powstało kilka hipotez wyjaśniających to zjawisko. Jedna z nich zakłada, że Merkury powstał z takiej samej materii, jak inne planety, dlatego stosunek zawartości metali do krzemianów był podobny jak w chondrytach (czyli typowy dla materii skalistej Układu Słonecznego), a początkowa masa Merkurego była 2,25 razy większa niż obecnie. Następnie w planetę uderzył planetozymal o masie 1/6 masy Merkurego. Kolizja pozbawiła planetę większości pierwotnego płaszcza i skorupy, pozostawiając nienaruszone jądro. W podobny sposób miał uformować się ziemski Księżyc (Teoria wielkiego zderzenia).
Wersja alternatywna głosi, że Merkury powstał z mgławicy słonecznej, zanim zakończyły się procesy gwiazdotwórcze Słońca i ustabilizowała się energia przez nie emitowana. Zasugerowano, że planeta miała masę dwa razy większą niż obecnie, lecz podczas kontrakcji proto-Słońca temperatura Merkurego wynosiła od 2500 K do 3500 K, być może nawet 10 000 K. Większość skalistej powierzchni musiała w takich warunkach zamienić się w parę, formując atmosferę „skalistych oparów”, którą rozwiał wiatr słoneczny.
Inna hipoteza sugeruje wersję zdarzeń, w której przed utworzeniem się Merkurego gaz mgławicy słonecznej powodował opór aerodynamiczny, hamując ruch pyłu, co spowodowało, że część lżejszego pyłu (zawierającego krzemiany) została usunięta z dysku, z którego utworzył się Merkury. Z każdej hipotezy wynika inny skład chemiczny powierzchni. Misje MESSENGER i BepiColombo mają za zadanie poczynienie obserwacji w celu weryfikacji tych hipotez. Wykryta przez sondę MESSENGER wysoka zawartość lotnych pierwiastków w skorupie planety sugeruje, że teorie wielkiej kolizji oraz odparowania powierzchni nie są prawdziwe, gdyż pierwiastki te zostałyby utracone w wysokiej temperaturze podczas tych zdarzeń.

## Powierzchnia

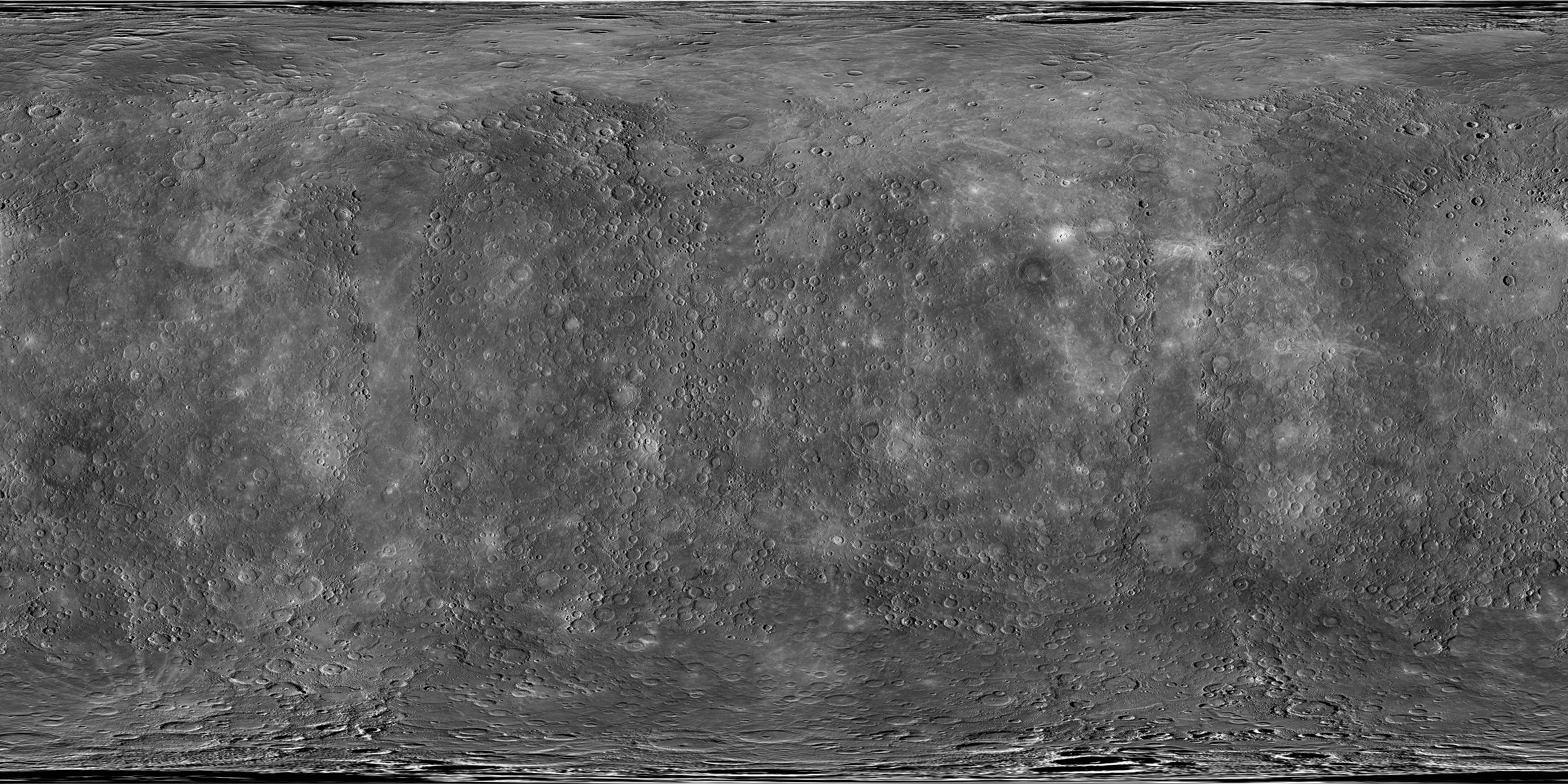
Mozaika zdjęć całej powierzchni Merkurego

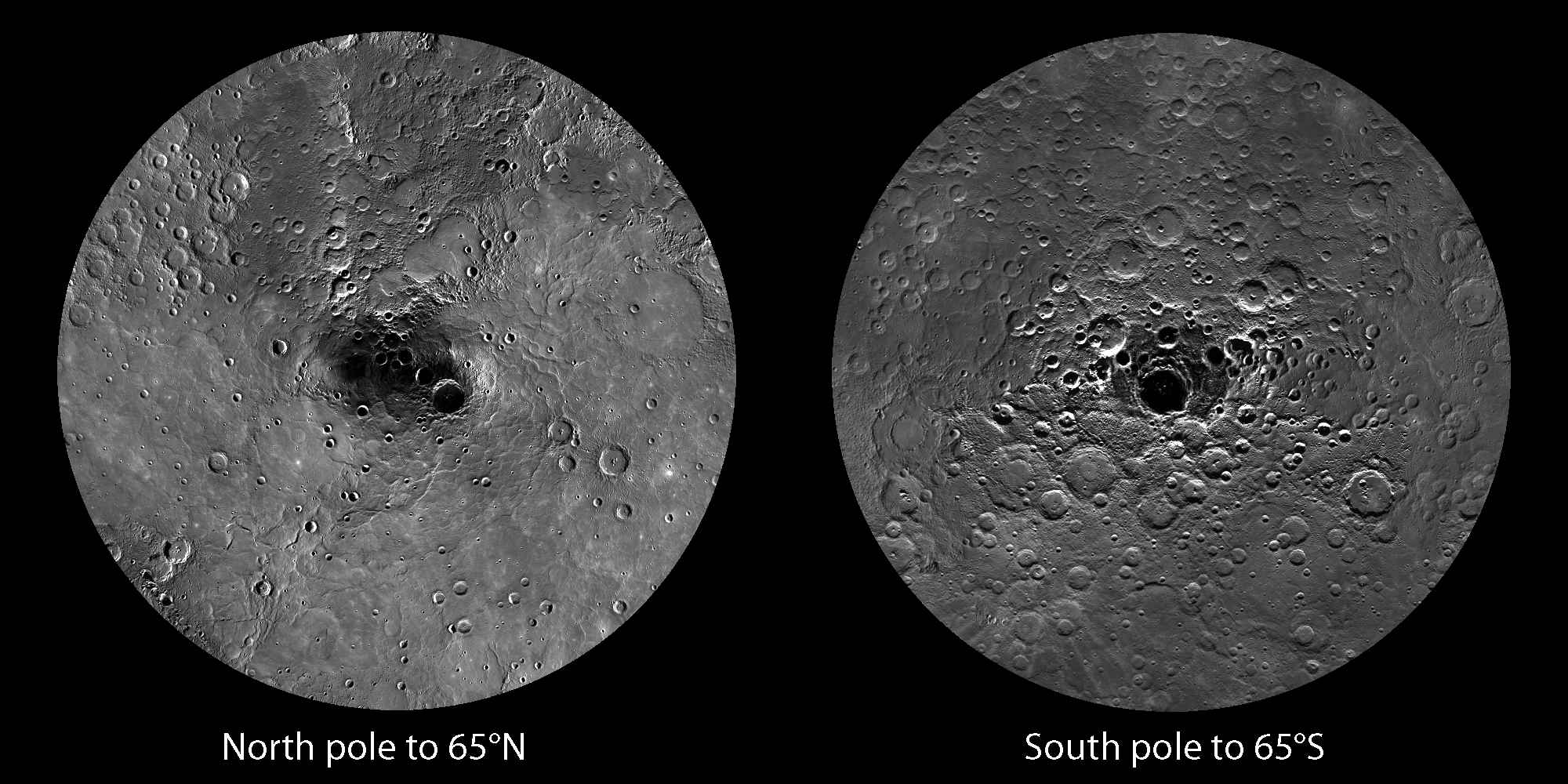
Mozaika zdjęć z sondy MESSENGER przedstawiająca okolice biegunów Merkurego

Powierzchnia Merkurego niezwykle przypomina powierzchnię ziemskiego Księżyca. Dominują na nim równiny podobne do mórz księżycowych, niewyróżniające się jednak barwą, oraz kratery uderzeniowe, oznaczające brak aktywności geologicznej przez miliardy lat. Ponieważ wiedza o geologii Merkurego pochodziła do niedawna tylko z ziemskich obserwacji i z danych przekazanych przez sondę Mariner 10, jest to najmniej zbadana planeta skalista. Dane pochodzące z przelotów Messengera pozwalają odkryć niepoznane dotąd zakątki Merkurego. Przykładem jest zaobserwowanie nietypowej struktury nazwanej „Pająk”, składającej się z 40-kilometrowego krateru, z którego rozchodzi się na zewnątrz ponad 100 wąskich rowów.
Na podstawie różnic w albedo – zdolności odbijania przez daną powierzchnię padającego na nią światła – możliwe było poznanie ukształtowania Merkurego z użyciem teleskopu. Na planecie znajdują się dorsa, typowe dla Księżyca wyżyny, góry, równiny, skarpy oraz doliny.
Merkury był intensywnie bombardowany przez komety i planetoidy podczas jego powstawania 4,6 miliarda lat temu, wkrótce po powstaniu, oraz w okresie Wielkiego Bombardowania, tj. od 4,1 do 3,8 mld lat temu. Efekty kolizji na powierzchni zostały dodatkowo zintensyfikowane brakiem atmosfery, która mogłaby spowolnić uderzające w planetę ciała niebieskie. W ich wyniku powstały na Merkurym różnej wielkości kratery uderzeniowe. Ponadto planeta była początkowo aktywna wulkanicznie, a kratery uderzeniowe, takie jak Caloris Basin, wypełnione zostały magmą, co doprowadziło do powstania gładkich równin podobnych do mórz księżycowych. W oparciu o gęstość pokrycia kraterami opracowano skalę czasu geologicznego Merkurego, wyróżniając okresy: przedtołstojowski, tołstojowski, kaloryjski, mansuryjski i kuiperowski, których nazwy pochodzą od charakterystycznych kraterów uderzeniowych. Podobnie jak w przypadku Księżyca i Marsa, największa intensywność zdarzeń geologicznych przypada na okres Wielkiego Bombardowania.

### Kratery

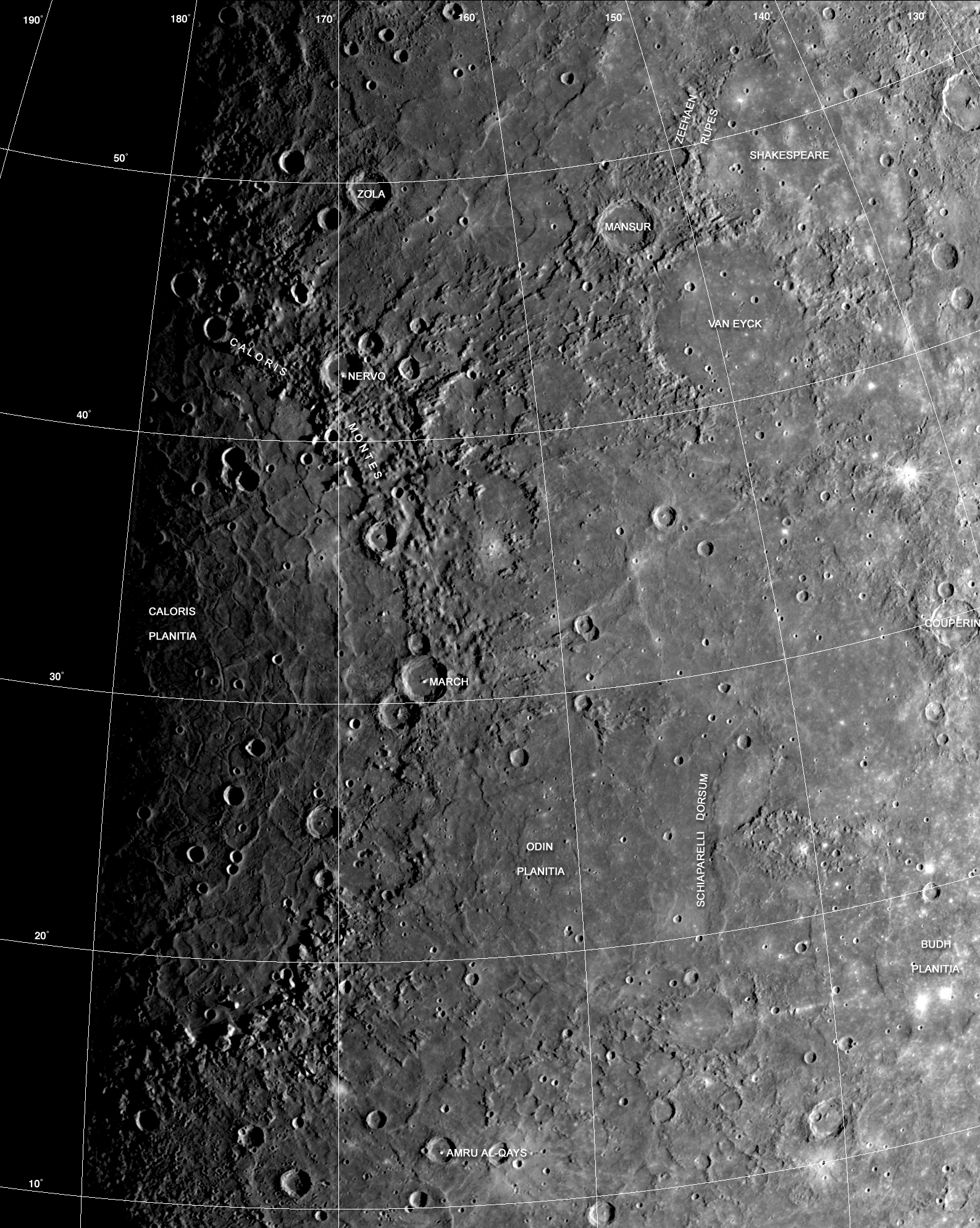
Równina Żaru jest jednym z największych kraterów w Układzie Słonecznym

Kratery merkuriańskie różnią się wielkością: od małych okrągłych otworów do wielopierścieniowych basenów uderzeniowych, rozciągających się na setki kilometrów. Uważa się, że tereny o większej ilości kraterów są pod względem geologicznym starsze, tam zaś, gdzie jest ich mniej, powierzchnia jest młodsza, nosi też ślady aktywności tektonicznej, która spowodowała zatarcie starszych kraterów zderzeniowych. Jednak bez względu na czas powstania wszystkie wykazują na Merkurym oznaki degradacji.
Najbardziej charakterystyczny jest krater na półkuli północnej o średnicy 1550 km, zwany Równiną Żaru (łac. Caloris Planitia, ang. Caloris Basin). Uczeni przypuszczają, że jest on pozostałością po uderzeniu wielkiego meteorytu ok. 3,8 miliarda lat temu. Uderzenie to było na tyle silne, że wywołało erupcje wulkaniczne, a dookoła krateru wypiętrzył się pierścień o wysokości 2 km. Na antypodach basenu Caloris znajduje się duży, nietypowy, pagórkowaty rejon przezywany „dziwnym terenem”. Jedna z hipotez sugeruje, że fale sejsmiczne z kolizji meteorytu rozprzestrzeniały się w warstwie powierzchniowej planety aż do ich skupienia na antypodach. Naprężenie wynikłe ze skupienia fal sejsmicznych spowodowało zniekształcenia powierzchni. Alternatywna teoria głosi, że teren uformował się wskutek akumulacji na antypodach wyrzutów z erupcji wulkanicznych.
Zidentyfikowano co najmniej 15 basenów uderzeniowych, m.in. 400-kilometrowy Basen Tołstoja z pokrywą wyrzutową sięgającą 500 km od pierścienia krateru oraz 625-kilometrowy Basen Beethovena. Na podstawie obserwacji naziemnych sugerowano istnienie na półkuli niesfotografowanej przez Marinera 10 tzw. Basenu Skinakas o średnicy 2300 km, jednak zdjęcia przesłane przez sondę Messenger w październiku 2008 nie potwierdziły jego istnienia. Skutki wietrzenia kosmicznego powierzchni Merkurego w wyniku procesów takich jak wiatr słoneczny i upadek mikrometeorytów porównywalne są do efektów obserwowanych na powierzchni Księżyca. Jednak w przeciwieństwie do kraterów na Księżycu ich merkuriańskie odpowiedniki mają mniejsze pokrywy wyrzutowe wskutek silniejszej grawitacji na powierzchni planety.

### Nazwy nowych kraterów
Komisja do spraw nazewnictwa Międzynarodowej Unii Astronomicznej (IAU) ustaliła kryteria, zgodnie z którymi wszystkie nowe kratery na Merkurym muszą nosić nazwy upamiętniające artystów, kompozytorów, pisarzy, którzy są sławni od co najmniej 50 lat i nie żyją od co najmniej trzech lat.
W ramach ogłoszonego w 2014 roku konkursu komisja wybrała pięć nazw dla kolejnych kraterów. Są to Carolan, Enheduanna, Karsh, Kulthum i Rivera.

## Warunki i atmosfera

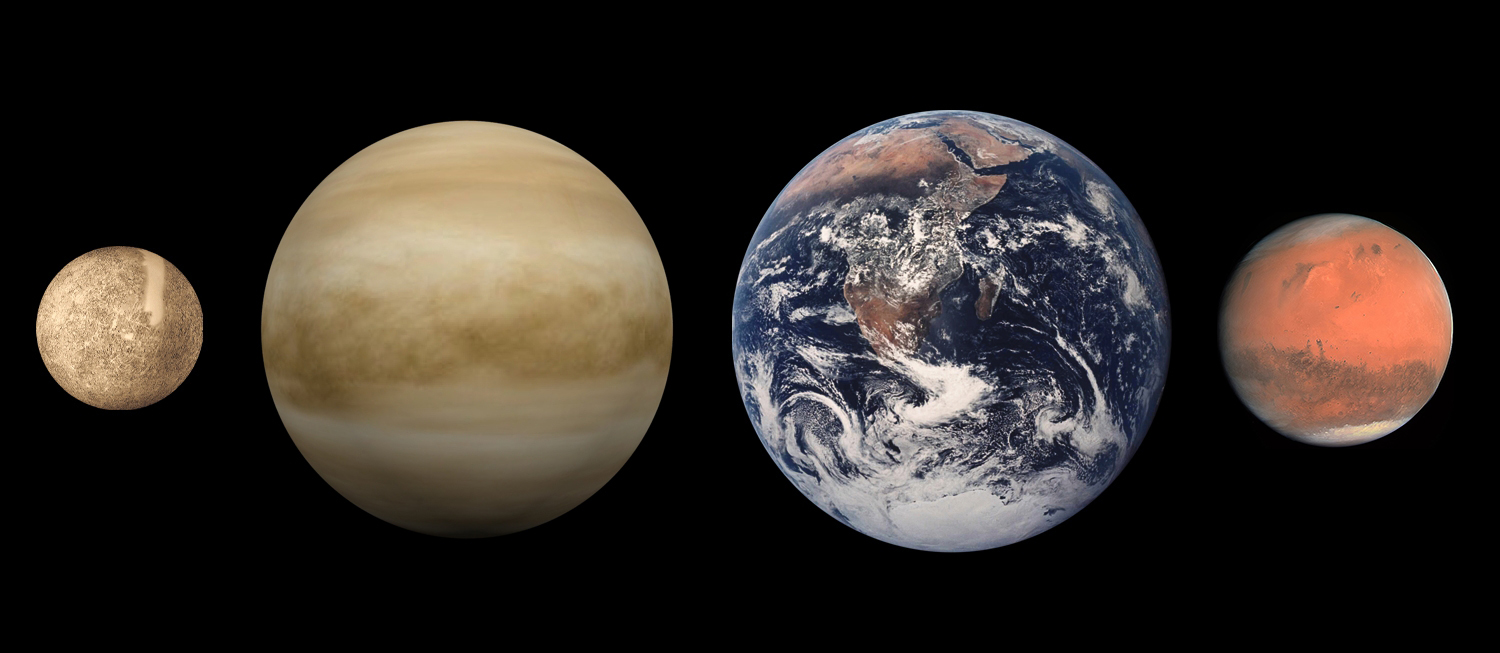
Planety skaliste (od lewej): Merkury, Wenus, Ziemia i Mars

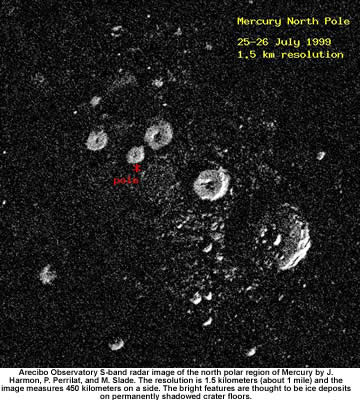
Zdjęcie radarowe bieguna północnego

Średnia temperatura powierzchni Merkurego wynosi 440 K i waha się od 100 do 700 K, z powodu praktycznego braku atmosfery. Z racji bliskości Słońca temperatura nasłonecznionej półkuli może przekraczać znacznie 400 °C. Po stronie nieoświetlonej średnia temperatura wynosi −163 °C. Na żadnej innej planecie Układu Słonecznego nie ma tak dużych różnic temperatur. Intensywność promieniowania słonecznego na powierzchni Merkurego wynosi od 4,59 do 10,61 stałej słonecznej dla Ziemi (1370 W m−2).
Pomimo ogólnej wysokiej temperatury powierzchni na planecie znajdują się miejsca, w których zalega lód. Dzieje się tak za sprawą niewielkiego kąta nachylenia osi, wokół której obraca się Merkury, w stosunku do orbity, po której planeta ta przemieszcza się wokół Słońca. To oznacza, że na planecie są rejony, w które nigdy nie dociera światło słoneczne, np. do dolnych części niektórych kraterów w strefie okołobiegunowej, a temperatury są tam znacznie niższe od średniej globalnej. Lód wodny dobrze odbija fale wysyłane przez radar, a obserwacje z użyciem teleskopów Goldstone i Very Large Array na początku lat 90. wykazały bardzo duży współczynnik odbicia w niektórych rejonach w pobliżu biegunów. Według astronomów lód to najbardziej prawdopodobna, choć nie jedyna możliwa przyczyna tego efektu.
W listopadzie 2012 NASA poinformowała, że dane przesłane przez sondę Messenger potwierdzają istniejącą od lat hipotezę o tym, że na Merkurym jest woda. Lód i ślady lotnych związków organicznych odnaleziono na biegunach planety, gdzie lokalna topografia tworzy miejsca w kraterach, do których nigdy nie dociera światło słoneczne (w tych miejscach może do dziś występować woda).
Przypuszczalnie grubość pokrywy lodowej wynosi kilka metrów, a jej całkowita masa 1014–1015 kg. Dla porównania masa lodu na Antarktydzie wynosi 4×1018 kg, a czapa lodowa bieguna południowego Marsa zawiera 1016 kg wody. Nie jest znane źródło pochodzenia lodu.
Ciśnienie atmosfery Merkurego stanowi nikły ułamek ciśnienia atmosfery ziemskiej – zaledwie około 10−12 hPa – technicznie jest to próżnia bardzo wysoka. Grawitacja planety jest zbyt słaba dla utrzymania stabilnej atmosfery przez dłuższy czas; planeta ma jednak bardzo rozrzedzoną egzosferę, w której skład wchodzi przede wszystkim tlen i sód. W mniejszych ilościach występują w niej wodór, hel, wapń oraz potas. Wykryto także śladowe ilości argonu, dwutlenku węgla, wody, azotu, ksenonu, kryptonu i neonu. Merkuriańska egzosfera nie jest stabilna – atomy nieustannie ulatują w przestrzeń międzyplanetarną, a pozyskiwane są na nowo z różnorodnych źródeł. Wodór i hel pochodzą prawdopodobnie z wiatru słonecznego. Atomy te dyfundują z magnetosfery, by później ulecieć w przestrzeń kosmiczną. Rozpad radioaktywny pierwiastków w skorupie Merkurego to kolejne źródło helu, a także sodu i potasu.
Para wodna znajduje się na planecie wskutek procesów takich jak upadek komet na powierzchnię, rozpylanie jonowe tworzące wodę z wodoru i tlenu (pochodzących z wiatru słonecznego i skał merkuriańskich), a także sublimacja ze zbiorników lodu w rejonach okołobiegunowych.
Messenger wykrył w atmosferze Merkurego duże ilości wapnia, helu, wodorotlenków, magnezu, tlenu, potasu, krzemu, sodu i wody. Zaskoczeniem dla astronomów było odkrycie dużej proporcji jonów związanych z wodą, takich jak O+
, OH−
 oraz H
2O+
. Zakłada się, że zostały one przeniesione z powierzchni planety lub egzosfery przez wiatr słoneczny.
Niektóre teorie ewolucji układów planetarnych przewidują, że planety leżące w niezbyt dużej odległości od gwiazdy migrują do centrum układu planetarnego. Jeżeli znajdą się bliżej niż 0,1 au od swojej gwiazdy, to powoli tracą atmosferę, aż pozostanie z nich tylko skaliste jądro. Atmosfera Merkurego mogła w przeszłości podlegać podobnym procesom.

## Magnetosfera

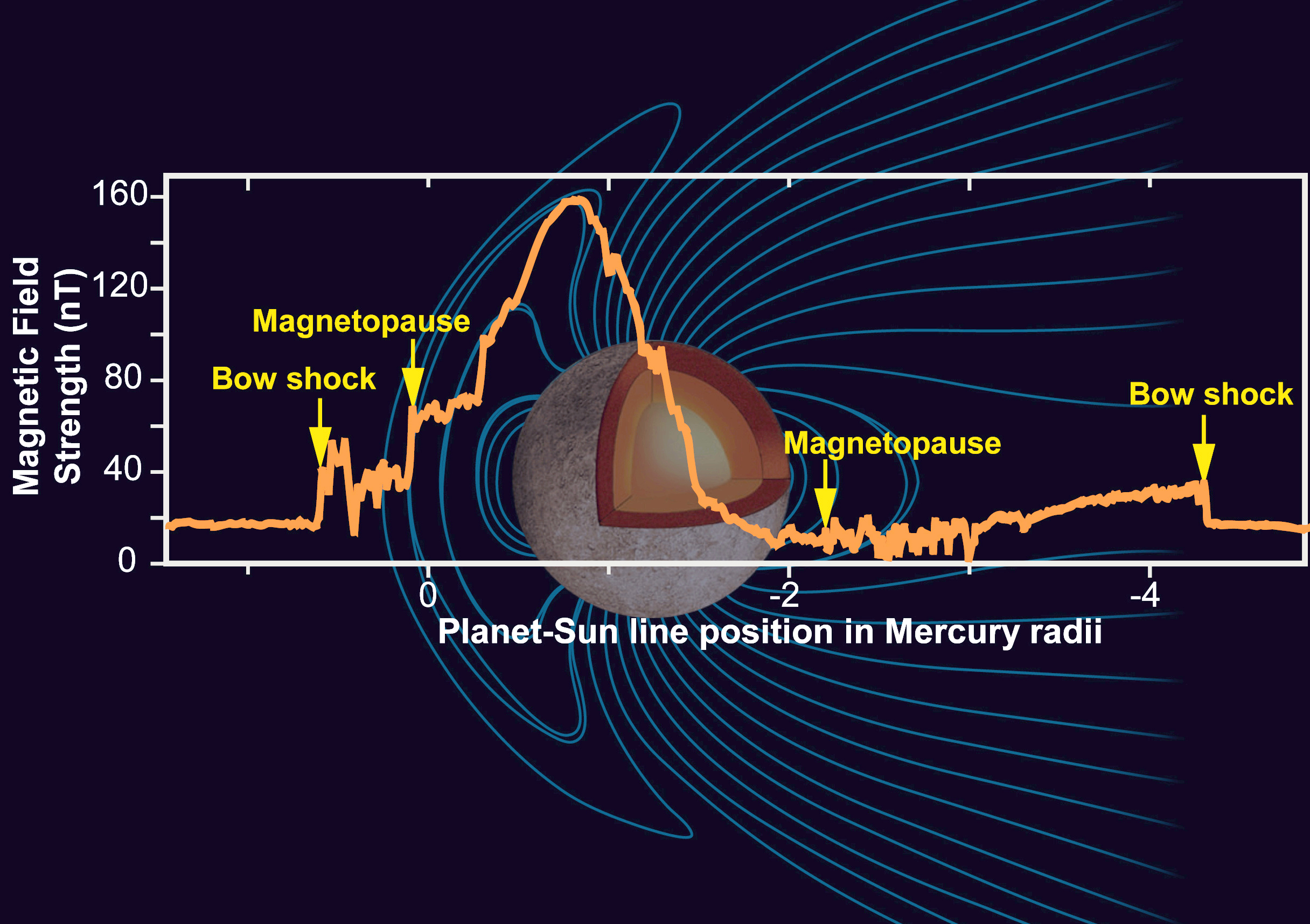
Schemat magnetosfery Merkurego

Pomimo małej średnicy i wolnej, 59-dniowej rotacji, Merkury ma dość silne i wyraźnie globalne pole magnetyczne. Merkury i Ziemia są jedynymi planetami wewnętrznymi w Układzie Słonecznym mającymi takie wewnętrznie generowane pola. Według danych z Marinera 10 natężenie pola w magnetosferze planety stanowi 1,1% natężenia magnetosfery ziemskiej, a indukcja magnetyczna na merkuriańskim równiku wynosi ok. 300 nT. Pomiary orbitera MESSENGER wskazują, że średnia indukcja pola magnetycznego na powierzchni planety jest nieco mniejsza i wynosi 195 ± 10 nT. Podobnie jak ziemskie, pole magnetyczne Merkurego jest dipolowe. W przeciwieństwie do ziemskich biegunów magnetycznych, merkuriańskie znajdują się niemal na osi obrotu planety, a nachylenie osi magnetycznej nie przekracza 3°. Dipol magnetyczny przesunięty jest jednak o 484 ± 11 km na północ od geometrycznego środka Merkurego. Wskutek tego indukcja magnetyczna na biegunie północnym jest 3,4 razy większa od indukcji na biegunie południowym. Południowy rejon polarny jest więc bardziej narażony na uderzenia cząstek naładowanych, co wpływa na szybsze wietrzenie kosmiczne powierzchni, które zaopatruje egzosferę planety.
Istnienie pola magnetycznego wokół Merkurego wiąże się z cyrkulacją wewnątrz dużego, płynnego, żelaznego jądra, które generuje je na zasadzie efektu dynama. W podobny sposób wytwarzane jest ziemskie pole magnetyczne. Oddziaływanie sił pływowych wskutek dużej ekscentryczności orbity utrzymuje jądro w stanie ciekłym, co wymagane jest do wywołania tego efektu.
Pole magnetyczne zdolne jest do odchylenia wiatru słonecznego tak, by omijał planetę, co tworzy magnetosferę. Magnetosfera Merkurego – choć mała – jest wystarczająco silna, aby uwięzić plazmę wiatru słonecznego. Przyczynia się to do wietrzenia kosmicznego powierzchni planety.
Magnetosfera Merkurego jest bardzo dynamiczna, ze względu na słabość pola magnetycznego planety i bliskość Słońca. Interakcje wiatru słonecznego z planetarnym polem magnetycznym generują prądy, które indukują powstawanie w magnetosferze zewnętrznych pól magnetycznych, o natężeniu podobnym lub większym od pola planetarnego. Powstają przy tym fale plazmowe i magnetyczne. Rekoneksja międzyplanetarnych i planetarnych linii pól magnetycznych oraz cyrkulacja strumienia magnetycznego w magnetosferze Merkurego zachodzi 100 razy bardziej intensywnie niż na Ziemi.

## Orbita i rotacja

Orbita Merkurego (kolor pomarańczowo-żółty). Rozmiary planety są nieproporcjonalnie powiększone.

Orbita Merkurego, widok ekliptyczny

Schemat rezonansu Merkurego. Krótka czerwona kreska oznacza wybrany punkt na powierzchni planety. Oś obrotu jest prostopadła do płaszczyzny obrazka.

Merkury porusza się po orbicie o największym spośród planet Układu Słonecznego mimośrodzie, równym 0,2056 – co powoduje, że w peryhelium przybliża się on na odległość 46,0 mln km od Słońca, a w aphelium oddala od niego na 69,8 mln km. Zmienia się przez to widoczna z jego powierzchni średnica kątowa Słońca – od 1°09′ do 1°44′. W momencie przejścia przez peryhelium prędkość orbitalna planety osiąga 58,98 km/s, a w aphelium spada do 38,86 km/s. Orbita nachylona jest o nieco ponad 7° do płaszczyzny ekliptyki. Nachylenie orbity sprawia, że przejście Merkurego na tle tarczy Słońca (tranzyt) może być obserwowane z Ziemi tylko wtedy, gdy planeta jest blisko ekliptyki i w tym samym czasie znajdzie się na linii pomiędzy Ziemią a Słońcem, a zdarza się to średnio co siedem lat.
Okres rotacji Merkurego wokół własnej osi wynosi 58,646 dnia (58 dni, 15 godzin i 26 minut). Tak powolny ruch obrotowy jest wynikiem silnego oddziaływania grawitacyjnego Słońca. Natomiast jeden obieg Merkurego wokół Słońca trwa 87,969 dnia. Okres obrotu jest więc w rezonansie 3:2 z czasem obiegu, tzn. planeta obraca się trzykrotnie na każde dwa obiegi wokół Słońca. W rezonansie tym efekty wywołane siłami pływowymi są minimalne, zapewniając utrzymanie rezonansu zwane zablokowaniem pływowym. Nie rozstrzygnięto w sposób zadowalający, w jaki sposób Merkury wszedł w rezonans. Uważa się, że powstał on w wyniku działania sił pływowych na silnie wydłużonej orbicie. Jednak przyjęcie obecnych parametrów orbity i planety wymaga nienaturalnie dużych sił tarcia wywołanych pływami, by doszło do zablokowania w rezonansie. Hipoteza postawiona przez Alexandre C.M. Correia i Jacques’a Laskara zakłada, że orbita Merkurego zmieniała się w chaotyczny sposób, a jej mimośród mógł w historii planety dochodzić nawet do 0,325. Przy tej wartości mimośrodu schwytanie na rezonansie 3/2 jest najbardziej prawdopodobne, co wykazano przez symulacje komputerowe.
Złożenie ruchu obiegowego wokół Słońca i ruchu obrotowego wokół własnej osi sprawia, że doba słoneczna na Merkurym trwa 176 dób ziemskich i jest dwukrotnie dłuższa od merkuriańskiego roku.
Kąt nachylenia równika Merkurego do płaszczyzny orbity wynoszący 0,034° jest zaniedbywalnie mały. Oznacza to, że obserwator znajdujący się na równiku Merkurego podczas lokalnego południa nigdy nie dostrzeże Słońca na więcej niż około 1/30 stopnia na północ lub południe od zenitu. Z kolei na biegunach Słońce cały czas jest na linii horyzontu lub tuż przy niej i nigdy nie wzejdzie wyżej niż 2,1' ponad horyzont.
Na około cztery dni ziemskie przed peryhelium kątowa prędkość orbitalna Merkurego zrównuje się z prędkością kątową planety wokół własnej osi. Przez następne osiem dni kątowa prędkość orbitalna jest większa od kątowej prędkości wokół własnej osi, tak więc pozorny ruch Słońca na niebie ustaje, po czym odbywa się w przeciwną stronę; Słońce na niebie Merkurego wydaje się wykonywać ruch wsteczny. Cztery dni po peryhelium Słońce powraca do normalnego pozornego kierunku ruchu. W wyniku tych procesów na pewnej długości geograficznej na Merkurym można zaobserwować nietypowe zjawisko: Słońce wschodzi tylko częściowo, następnie cofa się i zachodzi, po czym ponownie wschodzi w tym samym dniu merkuriańskim.

### Ruch peryhelium

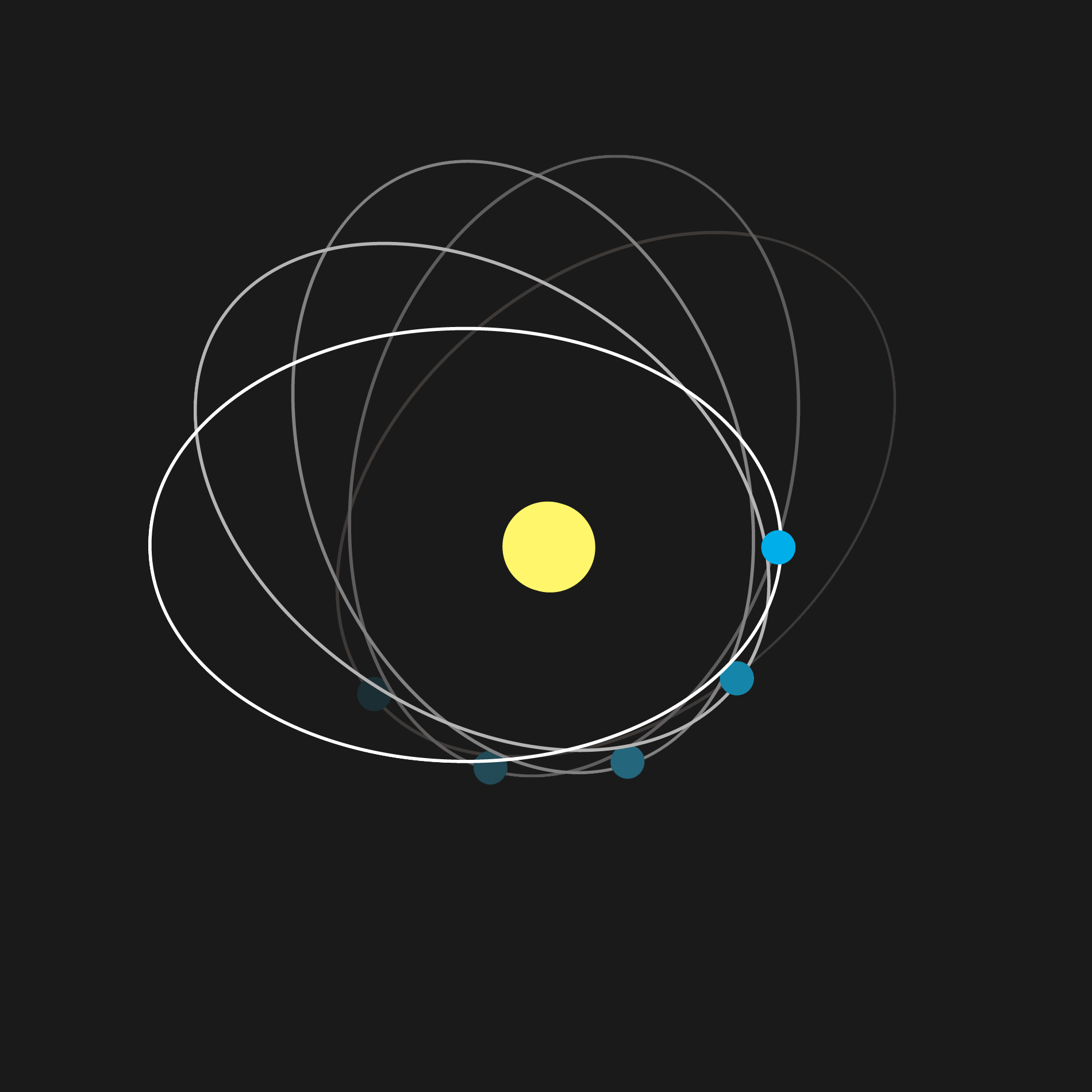
Schemat ruchu peryhelium orbity Merkurego (skala niezachowana)

Położenie linii apsyd orbity Merkurego w przestrzeni nie jest stałe, lecz ulega obrotowi w czasie. Zjawisko to znane jest jako ruch (precesja) peryhelium Merkurego. Całkowity obserwowany z Ziemi ruch peryhelium Merkurego wynosi 5599,7″ (sekund kątowych) na stulecie. Większość tego efektu (5025,6″ na stulecie) wynika z precesji osi ziemskiej. Względem Międzynarodowego Niebieskiego Układu Odniesienia (ICRF) zmierzona precesja peryhelium wynosi 574,10 ± 0,65″ na stulecie. Oznacza to, że jeden pełny obrót peryhelium Merkurego o 360° zajmuje około 225 000 lat.
W 1859 roku francuski matematyk i astronom Urbain Le Verrier zauważył, że mechanika klasyczna oraz perturbacje ze strony znanych planet nie mogą całkowicie wyjaśnić precesji peryhelium Merkurego. Na podstawie obserwacji przejść Merkurego na tle tarczy Słońca prowadzonych od 1697 do 1848 roku Le Verrier ustalił, że rzeczywiste tempo precesji odbiega od przewidywań teorii Newtona o 38″ na stulecie (w roku 1882 dokładniejsze oszacowanie 43″ zostało podane przez Simona Newcomba). Le Verrier zaproponował istnienie nieznanej planety lub licznych mniejszych ciał, na orbicie bliżej Słońca niż orbita Merkurego, jako wytłumaczenie tej anomalii. Zakończone sukcesem poszukiwania Neptuna jako przyczyny perturbacji orbity Urana sprawiły, że środowisko astronomiczne skłoniło się ku wersji Le Verriera, a hipotetyczna planeta została nazwana Wulkanem. Jednakże nigdy jej nie odnaleziono. Inna hipoteza zakładała niewielkie spłaszczenie wewnętrznych części Słońca, co jednak nie zgadzało się z innymi obserwacjami orbity Merkurego. Brakująca wartość w prędkości precesji została ostatecznie wyjaśniona w 1916 roku na bazie ogólnej teorii względności Alberta Einsteina. Był to jeden z pierwszych testów tej teorii i odegrał ważną rolę w procesie jej akceptacji.
Precesja peryhelium jest spowodowana perturbacjami ze strony innych ciał Układu Słonecznego, spłaszczeniem Słońca oraz wynikającymi z ogólnej teorii względności relatywistycznymi efektami grawitacyjnymi. Oddziaływania grawitacyjne innych ciał (głównie Wenus, Jowisza i Ziemi) odpowiadają za precesję o 532,3035″ na stulecie, spłaszczenie Słońca (moment kwadrupolowy) za 0,0286 ± 0,0011″ na stulecie, zakrzywienie czasoprzestrzeni (efekt grawitoelektryczny) za 42,9799 ± 0,0009″ na stulecie a Efekt Lensego-Thirringa za −0,0020 ± 0,0002″ na stulecie.

### Ewolucja orbity w przyszłości
Orbity planet w Układzie Słonecznym zachowują się w sposób deterministycznie chaotyczny, co oznacza, że małe różnice w warunkach początkowych rosną w czasie w sposób wykładniczy. Z tego powodu niemożliwe jest dokładne przewidzenie ewolucji orbit planetarnych w czasie większym niż około 100 milionów lat. Dzięki obliczeniom numerycznym przy użyciu komputerów, możliwa jest jedynie statystyczna analiza możliwych orbit w dalszej przyszłości. W przypadku Merkurego czas Lapunowa (określający przedział czasu, w którym możliwe jest precyzyjne wyznaczenie orbity) wynosi około 1,4 miliona lat.
Obliczenia numeryczne ewolucji orbity Merkurego w ciągu następnych 5 miliardów lat wykazują, że istnieje wynoszące około 1% prawdopodobieństwo podniesienia wartości jej mimośrodu do >0,8 (z obecnych 0,2), w wyniku wejścia orbity planety w rezonans wiekowy (sekularny) z Jowiszem. Przy tak eliptycznej orbicie Merkury przecinałby orbitę Wenus. Efektem tego byłaby niestabilna orbita i zderzenie Merkurego z Wenus lub Słońcem. Możliwe jest też zderzenie z Ziemią albo wyrzucenia planety z Układu Słonecznego.

## Obserwacja

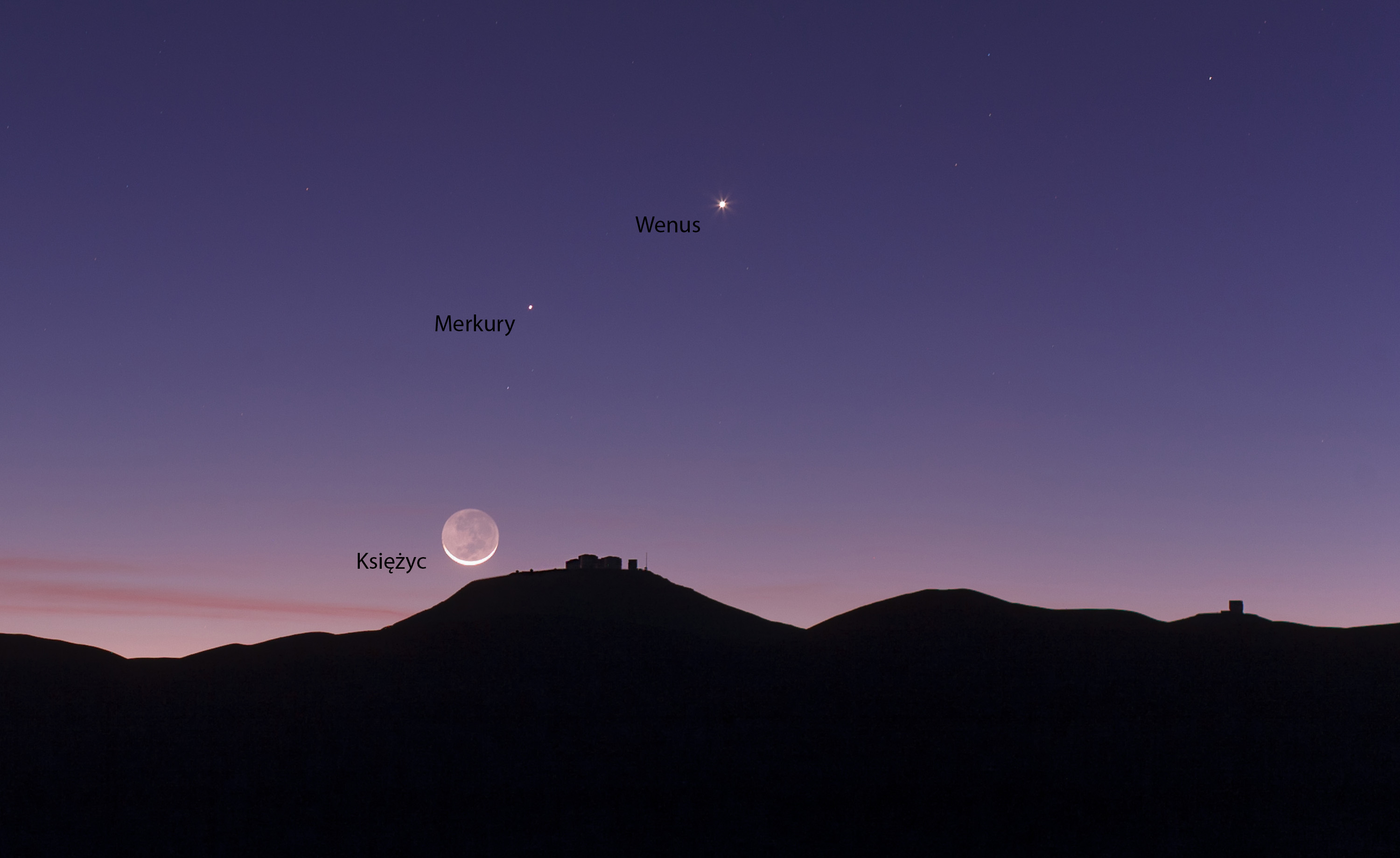
Zdjęcie Merkurego, Wenus i Księżyca na wieczornym niebie

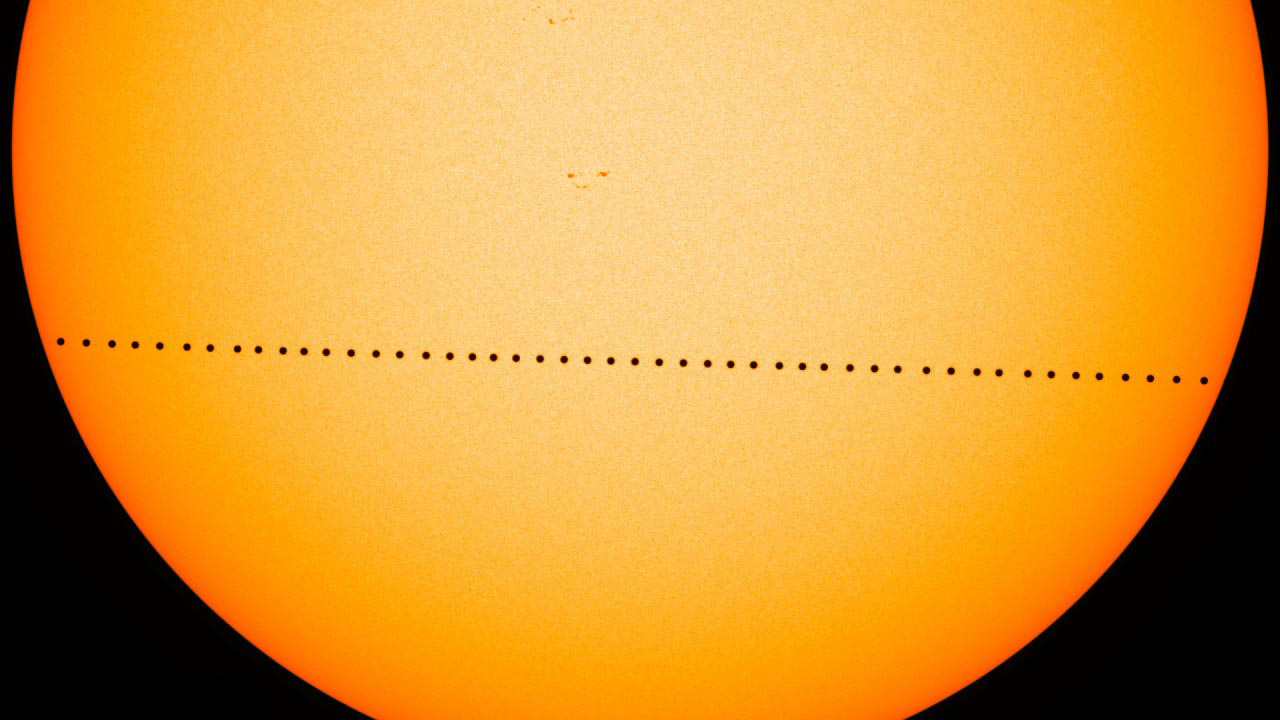
Przebieg tranzytu Merkurego 9 maja 2016 (zdjęcie złożone)

Obserwacje Merkurego są utrudnione z powodu niewielkiej odległości kątowej od Słońca, przez którą planeta zwykle ginie w jego blasku. Można go dostrzec tylko nisko nad horyzontem, nie dłużej niż 1,5 godziny po zachodzie lub przed wschodem Słońca, odpowiednio po zachodniej lub po wschodniej stronie nieba. Te trudne warunki obserwacji sprawiają, że nawet za pomocą dużych teleskopów nie można zaobserwować z Ziemi wielu szczegółów powierzchni planety.
Oglądany z Ziemi Merkury objawia się w fazach, podobnie jak Księżyc. Kiedy planeta znajduje się po przeciwnej stronie Słońca niż Ziemia (koniunkcja górna), jest ona w pełni; podczas koniunkcji dolnej (planeta między Słońcem a Ziemią) – jest w nowiu. W obu przypadkach planeta wschodzi i zachodzi wówczas równocześnie ze Słońcem i jest dla ziemskiego obserwatora niewidoczna. Podczas pierwszej i ostatniej kwadry elongacja na wschód lub zachód osiąga swoją maksymalną wartość – odległość Merkurego od Słońca wynosi od 17,9° w peryhelium do 27,8° w aphelium. Przy maksymalnej wartości elongacji zachodniej Merkury wschodzi przed Słońcem najwcześniej, w okresie maksymalnej elongacji wschodniej zachodzi po Słońcu najpóźniej. Warunki do obserwacji planety są wtedy najlepsze.
Merkury osiąga koniunkcję dolną średnio raz na 115,88 dni, wahając się od 111 dni do 121 dni z powodu ekscentryczności orbity. Jego minimalny dystans od Ziemi może wynieść 77,3 milionów km, jednak co najmniej do 2153 roku nie spadnie on poniżej 82 milionów km. Czas trwania ruchu wstecznego z punktu widzenia ziemskiego obserwatora waha się od 8 do 15 dni, co również jest wynikiem dużej ekscentryczności orbity.
Merkury jest zazwyczaj lepiej widoczny z powierzchni Ziemi z rejonów bliskich równika niż z wyższych szerokości geograficznych oraz lepiej na półkuli południowej niż północnej.
Średnica Merkurego na niebie zmienia się w granicach od 4,8 do 13,3 sekund łuku, natomiast jasność obserwowana waha się od −2,0m do 5,5m. Teoretycznie Merkury jest najjaśniejszy w fazie pełni, podczas koniunkcji górnej, gdzie osiąga średnią jasność -1,89m, (maksymalnie do -2,48m). Jasność planety jest najmniejsza w koniunkcji dolnej, w fazie nowiu (średnio 5,93m, minimalnie do 7,25m). Jednak ze względu na małą odległość kątową od Słońca, w obu tych fazach, planeta nie może być obserwowana.
Podczas koniunkcji dolnej, gdy jednocześnie planeta znajduje się blisko jednego z węzłów swojej orbity, czyli przecina płaszczyznę ekliptyki, można obserwować rzadkie zjawisko przejścia (tranzytu) Merkurego na tle tarczy Słońca. Współcześnie tranzyt może się zdarzyć tylko w maju lub listopadzie, raz na kilka lat (13-14 razy na stulecie).

## Badania Merkurego

### Starożytność
Najstarsze znane udokumentowane obserwacje Merkurego pochodzą z tablic MUL.APIN. Zostały one najprawdopodobniej przeprowadzone przez asyryjskich astronomów ok. XII-XIV wieku p.n.e.. Nazwa oznaczająca Merkurego została wygrawerowana pismem klinowym jako UDU.IDIM.GU4.UD („skacząca planeta”). Zapiski z Babilonu sięgają pierwszego tysiąclecia p.n.e. Babilończycy nazywali planetę Nabu – na cześć boga mądrości i pisarzy w swojej mitologii.
Starożytni Egipcjanie, Chaldejczycy i Grecy wiedzieli, że Merkury widoczny o poranku i wieczorem jest tą samą planetą. Było to znane Egipcjanom już około 1150 roku p.n.e..
Starożytni Grecy w czasach Hezjoda nazywali planetę Στίλβων (Stílbōn), co oznaczało „migotanie”, oraz Ἑρμάων (Hermáōn). Później wprowadzili nazwę Apollo na określenie Merkurego o poranku i Hermes na planetę widzianą wieczorem. Około VI wieku p.n.e. greccy astronomowie zrozumieli, że obie nazwy odnoszą się do tego samego ciała. Rzymianie nazwali planetę imieniem boskiego posłańca – Merkurego, odpowiednika greckiego Hermesa.
W starożytnych Chinach Merkury znany był jako Chen Xing, „Gwiazda Godzinna”. Utożsamiany był z kierunkiem północnym i żywiołem wody w filozofii wu xing, a przyporządkowanym mu kolorem był czarny. Mitologia hinduistyczna używa imienia Budha dla Merkurego – na cześć boga handlarzy i opiekuna środy. Bóg Odyn (lub Woden) z mitologii germańskiej, od którego wywodzi się angielska nazwa środy (Wednesday, od Woden's day), również utożsamiany był z Merkurym. Majowie wyobrażali sobie Merkurego jako sowę lub cztery sowy (dwie o poranku i dwie wieczorem), będące posłańcami zaświatów.

### Badania z użyciem teleskopu

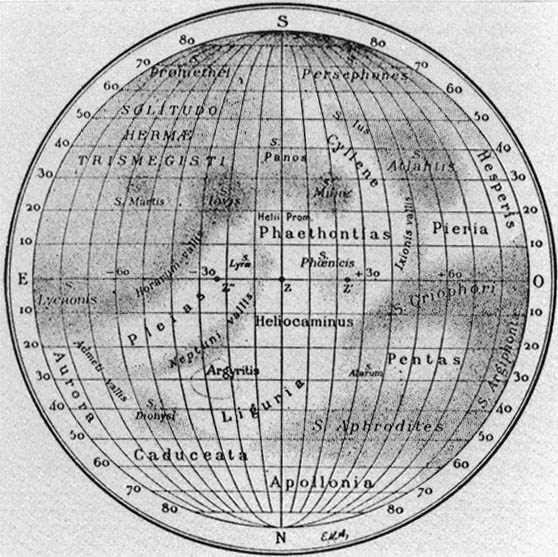
Mapa Merkurego autorstwa Eugène’a Antoniadiego, 1934 rok

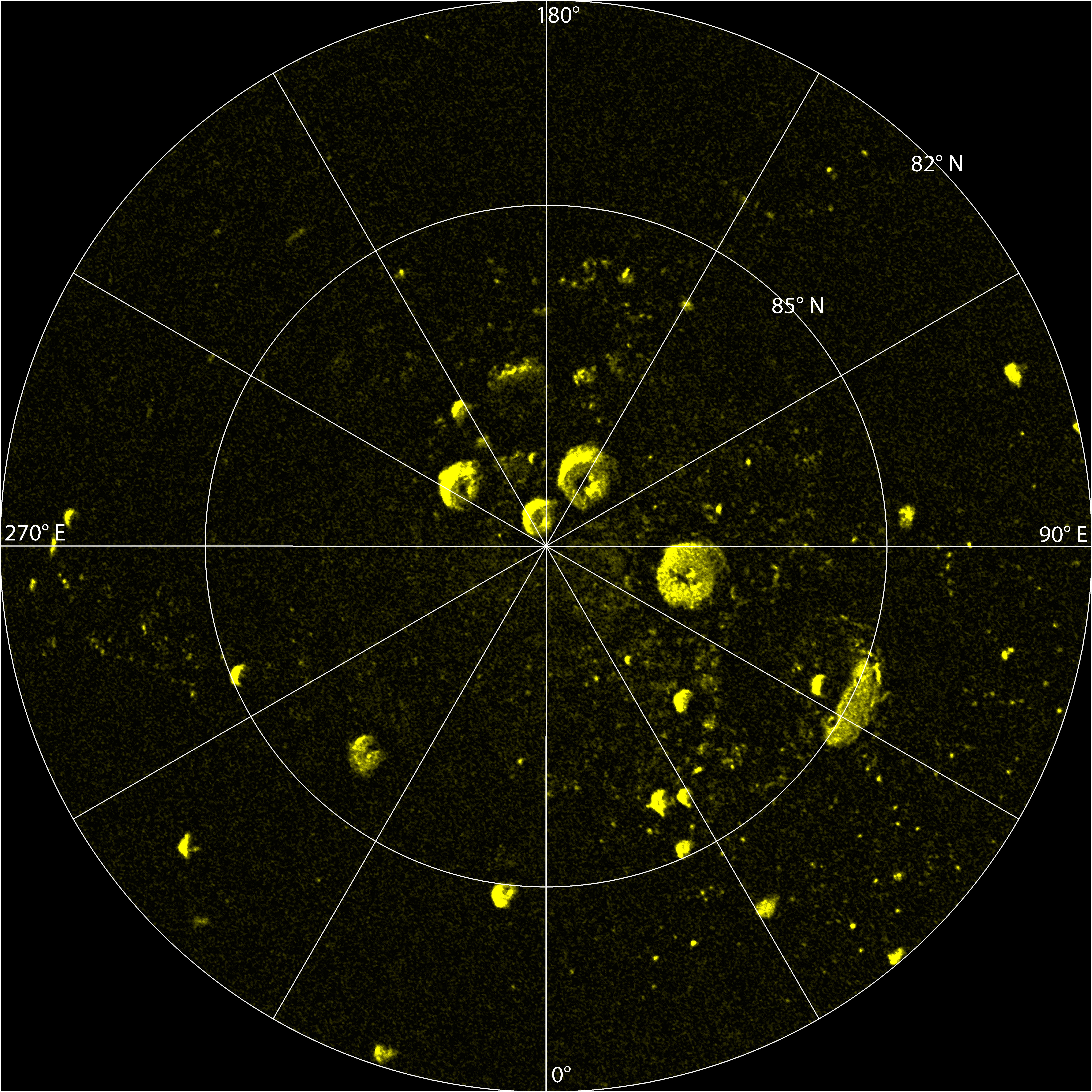
Obraz północnego bieguna Merkurego wykonany przez radioteleskop Arecibo

Pierwszych obserwacji Merkurego z użyciem teleskopu dokonał na początku XVII wieku Galileusz. Jednak mimo zakończonych powodzeniem prób obserwacji faz Wenus, teleskop nie był dość silny, by zaobserwować fazy Merkurego. W 1629 roku Johannes Kepler jako pierwszy przewidział datę tranzytu Merkurego przed tarczą Słońca. Tranzyt ten, 7 listopada 1631 roku, obserwował Pierre Gassendi. W 1639 roku Giovanni Battista Zupi za pomocą teleskopu odkrył, że fazy orbitalne planety są podobne do faz Księżyca i Wenus. Obserwacja ta udowodniła, że Merkury orbituje wokół Słońca. W 1644 roku obserwacje faz Merkurego potwierdził Jan Heweliusz.
Niezwykle rzadkim zjawiskiem widzianym z Ziemi jest przejście pobliskiej planety przed inną planetą (okultacja). Merkury i Wenus zakrywają się raz na kilkaset lat, a ich jedyna zaobserwowana okultacja z 28 maja 1737 roku jest efektem obserwacji Johna Bevisa z Królewskiego Obserwatorium Astronomicznego w Greenwich. Kolejne zakrycie Merkurego przez Wenus nastąpi 3 grudnia 2133 roku.
Naturalne trudności związane z obserwacją Merkurego powodowały, że badano go mniej intensywnie niż inne planety. W 1800 roku Johann Hieronymus Schröter poczynił obserwacje powierzchni, stwierdzając istnienie na Merkurym gór o wysokości 20 km. Friedrich Wilhelm Bessel po użyciu szkiców Schrötera nieprawidłowo oszacował okres rotacji jako 24-godzinny, z 70° kątem nachylenia równika względem płaszczyzny orbity. W latach 80. XIX wieku Giovanni Schiaparelli wykonał poprawniejsze mapy i zasugerował, że okres rotacyjny Merkurego wynosi 88 dni, czyli tyle samo co okres orbitalny. Efekt ten miał wynikać z oddziaływania sił pływowych (niejednorodności pola grawitacyjnego Słońca oddziałującego na różne części planety). Zjawisko to nazywa się rotacją synchroniczną i występuje m.in. w przypadku ziemskiego Księżyca. Na mapach, które w 1897 roku opublikował Percival Lowell Merkury pokryty jest licznymi smugami.
Próby wykonania map powierzchni Merkurego kontynuował Eugène Antoniadi, który opublikował w 1934 roku książkę zawierającą mapy planety na podstawie własnych obserwacji. Wiele z elementów charakterystycznych powierzchni planety, m.in. tych identyfikowanych na podstawie różnic w albedo, zostało nazwanych po raz pierwszy na mapach Antoniadiego. Zawierały one jednak błędy, gdyż Antoniadi mylnie założył, że ruch obrotowy Merkurego jest synchroniczny z jego ruchem wokół Słońca oraz że powierzchnię planety zasłaniają chmury pyłu.
W czerwcu 1962 roku radzieccy naukowcy z Instytutu Rosyjskiej Akademii Nauk pod przewodnictwem Władimira Kotielnikowa jako pierwsi dokonali odbicia sygnału radarowego od Merkurego. Trzy lata później obserwacje radarowe amerykańskich astronomów Gordona Pettengilla i R. Dyce'a z użyciem 300-metrowego radioteleskopu w Obserwatorium Arecibo na Portoryko dowiodły niezbicie, że okres rotacyjny planety wynosi około 59 dni. Pogląd, że Merkury jest w rotacji synchronicznej z ruchem orbitalnym, był szeroko rozpowszechniony; było więc to dla środowiska astronomicznego zaskoczeniem. Gdyby istniało sprzężenie okresu obiegu z okresem obrotu w stosunku 1:1, ciemna strona planety byłaby ekstremalnie zimna. Tymczasem badania emisji radiowych ujawniły temperatury dużo wyższe, niż oczekiwane. Jednak nie wszyscy od razu zdecydowali się odrzucić hipotezę rotacji synchronicznej; jako wyjaśnienie obserwacji zaproponowano m.in. istnienie silnych wiatrów zdolnych rozprowadzać ciepło.
W 1965 roku włoski astronom Giuseppe Colombo zauważył, że wartość rotacji wynosi ok. 2/3 okresu orbitalnego. Zasugerował więc, że musi istnieć inna forma sprzężenia okresu obrotu z okresem obiegu, w którym rezonans wynosi 3:2. Późniejsze obserwacje Marinera 10 potwierdziły tę tezę. Rezonans 3:2 wynika z ekscentryczności merkuriańskiej orbity, która w połączeniu z dużą prędkością planety sprawia, że Merkury obraca się szybciej. Nie oznacza to jednak, że mapy Schiaparelliego i Antoniadiego, z wyjątkiem współrzędnych, były nieprawidłowe. Badacze oglądali te same cechy powierzchni w co drugim obrocie i je zapisywali, nie zwracając uwagi na drugą stronę planety.
Wykonane w latach 1991–1992 obserwacje z użyciem należącego do NASA Deep Space Network radaru Goldstone oraz radioteleskopów Very Large Array i Arecibo wykazały w okolicach obu biegunów planety obszary o wysokim współczynniku odbicia i polaryzacji kołowej wiązki radarowej, co zostało zinterpretowane jako obecność złóż lodu wodnego. Hipoteza ta została później potwierdzona przez sondę MESSENGER. Radioteleskop Arecibo wykonał też mapy większości powierzchni planety z rozdzielczością kilku kilometrów.
Ziemskie obserwacje teleskopowe w ciągu kolejnych kilku dekad nie dostarczyły już istotnych danych, a poznanie podstawowych właściwości Merkurego stało się możliwe dopiero dzięki wyprawom sond kosmicznych. Dopiero niedawno postęp technologiczny pozwolił na dokładniejsze obserwacje z Ziemi. W 2000 roku 1,5-metrowy teleskop Hale z Mount Wilson Observatory wykonał wysokiej rozdzielczości zdjęcia z wykorzystaniem tzw. „lucky imaging”. Niektóre z nich przedstawiały niezobrazowane przez Marinera 10 cechy powierzchni planety. Kolejne obserwacje zasugerowały istnienie olbrzymiego dwupierścieniowego krateru uderzeniowego, nazwanego nieformalnie „Basenem Skinakas”. Nie zostało to jednak potwierdzone w trakcie przelotów sondy MESSENGER. Kosmiczny Teleskop Hubble’a nie może obserwować Merkurego ze względu na środki ostrożności, które uniemożliwiają zbytnie zwracanie się teleskopu w stronę Słońca.

## Badania bezpośrednie
Dotarcie na Merkurego stwarza kilka poważnych problemów natury technicznej, gdyż planeta orbituje znacznie bliżej Słońca niż Ziemia. Statek kosmiczny wystrzelony z Ziemi musi przebyć 91 milionów kilometrów w głąb grawitacyjnej studni potencjału Słońca. Zmiana prędkości (delta-v) wymagana, aby statek mógł wejść na orbitę transferową z orbity Ziemi (której prędkość orbitalna wynosi 30 km/s) na orbitę Merkurego (prędkość orbitalna około 48 km/s), jest znaczna w porównaniu ze zmianą potrzebną do wejścia na orbity innych planet.
Energia potencjalna uwolniona przy przemieszczaniu się w dół studni potencjału Słońca zmienia się w energię kinetyczną; potrzebna jest więc kolejna duża zmiana prędkości rakiety, by na dłużej pozostać w pobliżu Merkurego. Aby wylądować bezpiecznie lub wejść na stabilną orbitę, statek kosmiczny musi polegać wyłącznie na napędzie rakietowym (hamowanie aerodynamiczne jest wykluczone ze względu na brak atmosfery). Podróż na Merkurego wymaga więcej paliwa rakietowego, niż do całkowitego opuszczenia Układu Słonecznego. W związku z tym w pobliże planety dotarły do tej pory jedynie dwie sondy kosmiczne. Proponowaną metodą alternatywną jest użycie żagla słonecznego, który umożliwiłby dotarcie na synchroniczną z Merkurym orbitę wokół Słońca.

### Mariner 10

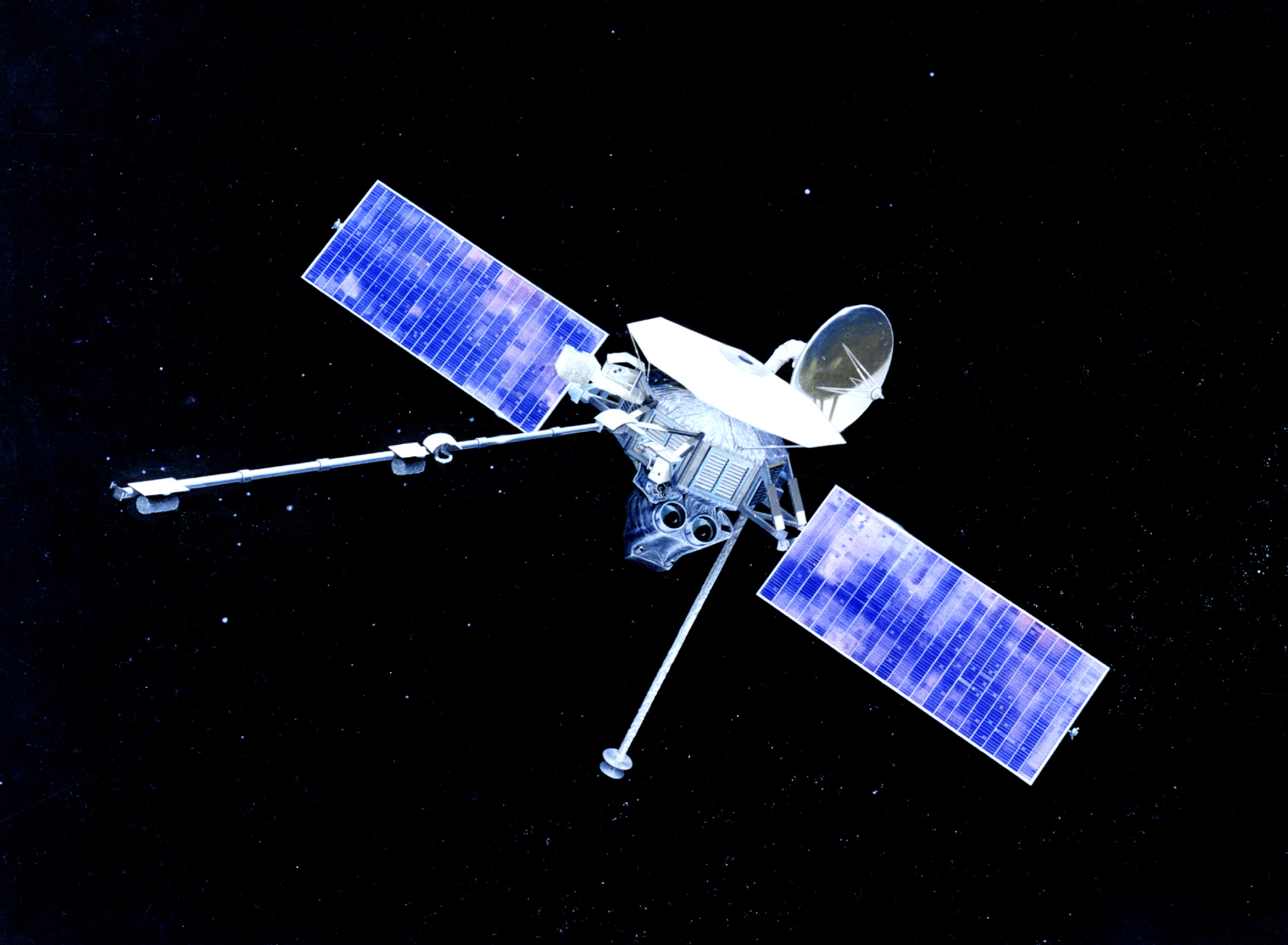
Mariner 10

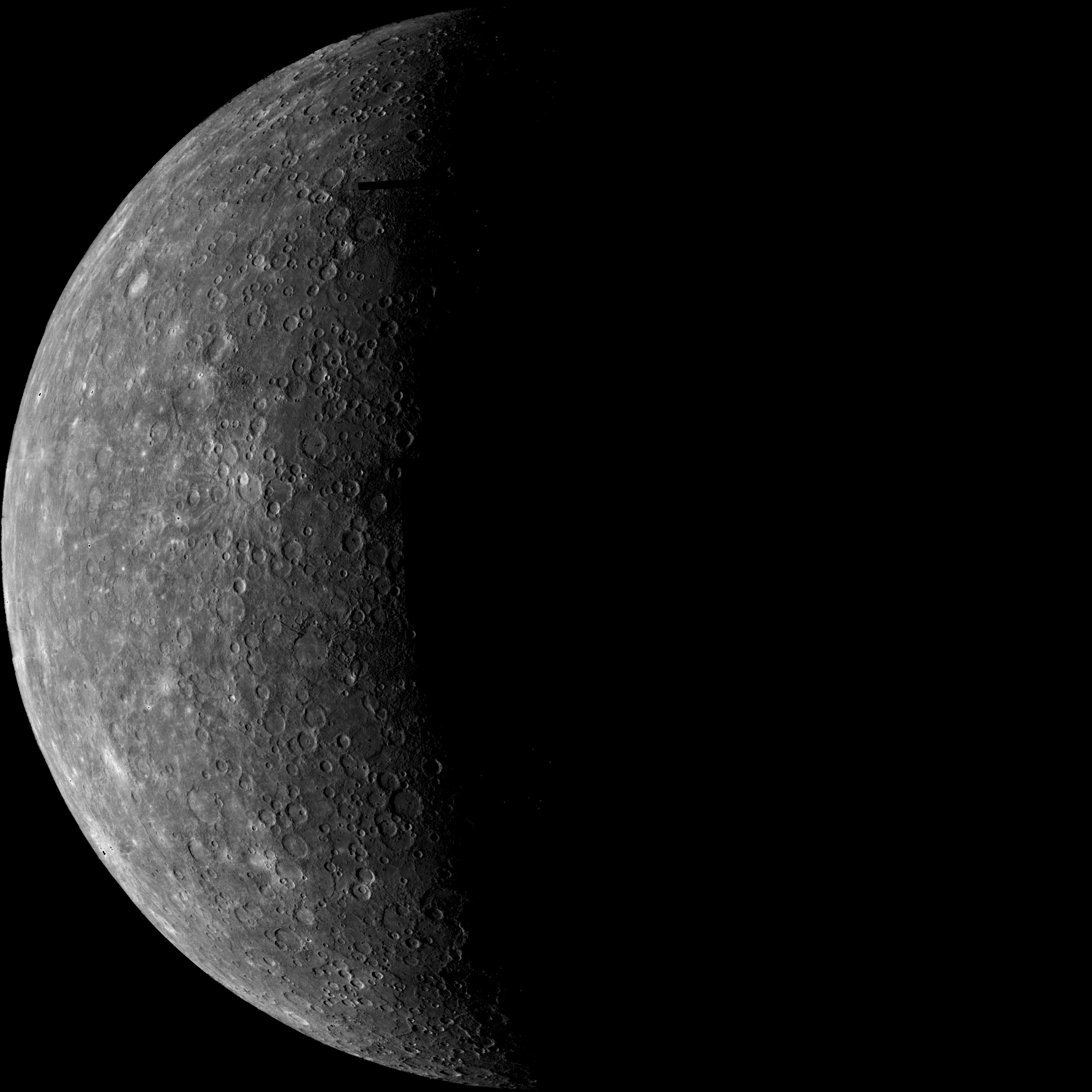
Pierwsze zdjęcie Merkurego wykonane 24 marca 1974 roku przez sondę Mariner 10

Pierwszym statkiem kosmicznym, który dotarł do Merkurego był, wysłany przez NASA, Mariner 10. W drodze do Merkurego sonda użyła asysty grawitacyjnej Wenus. Był to pierwszy przypadek wykorzystania przyciągania jednego obiektu, by osiągnąć inny cel. Mariner 10 był też pierwszym pojazdem kosmicznym, który w ciągu jednej misji odwiedził dwie planety. W latach 1974–1975 sonda wykonała kilka tysięcy zdjęć powierzchni planety, które ujawniły, że jest ona zdominowana przez kratery oraz inne cechy geologiczne, np. gigantyczne skarpy, które później przypisywano skutkom nieznacznego kurczenia się planety w wyniku stygnięcia żelaznego jądra. Jednak, z powodu długości okresu orbitalnego sondy, przy wszystkich przelotach oświetlona była ta sama strona Merkurego. Uczyniło to obserwację całej planety niemożliwą, a Mariner wykonał mapy jedynie 40–45% powierzchni.
Sonda zbliżyła się do planety trzykrotnie, po raz pierwszy 29 marca 1974 roku, a najmniejszy dystans, jaki dzielił ją od powierzchni, 16 marca 1975 roku, wyniósł 327 km. Przy pierwszym przelocie magnetometr Marinera wykrył pole magnetyczne – ku zaskoczeniu geologów planetarnych, ponieważ rotacja Merkurego wydawała się być zbyt wolna do wygenerowania efektu dynama. Drugie zbliżenie poświęcono głównie na obrazowanie, natomiast przy ostatnim przelocie uzyskano szczegółowe dane magnetyczne. Okazało się, że pole magnetyczne planety działa podobnie jak ziemskie, które odpycha wiatr słoneczny wokół planety. Na temat źródła merkuriańskiego pola magnetycznego powstało kilka teorii.
Kilka dni po ostatnim zbliżeniu do planety sonda wykorzystała całkowicie zapas paliwa w silnikach manewrowych, co uniemożliwiało kontrolowanie orbity sondy. 24 marca 1975 przerwano łączność z sondą. Możliwe, że Mariner 10 wciąż orbituje wokół Słońca i przelatuje w pobliżu Merkurego raz na kilka miesięcy.

### MESSENGER

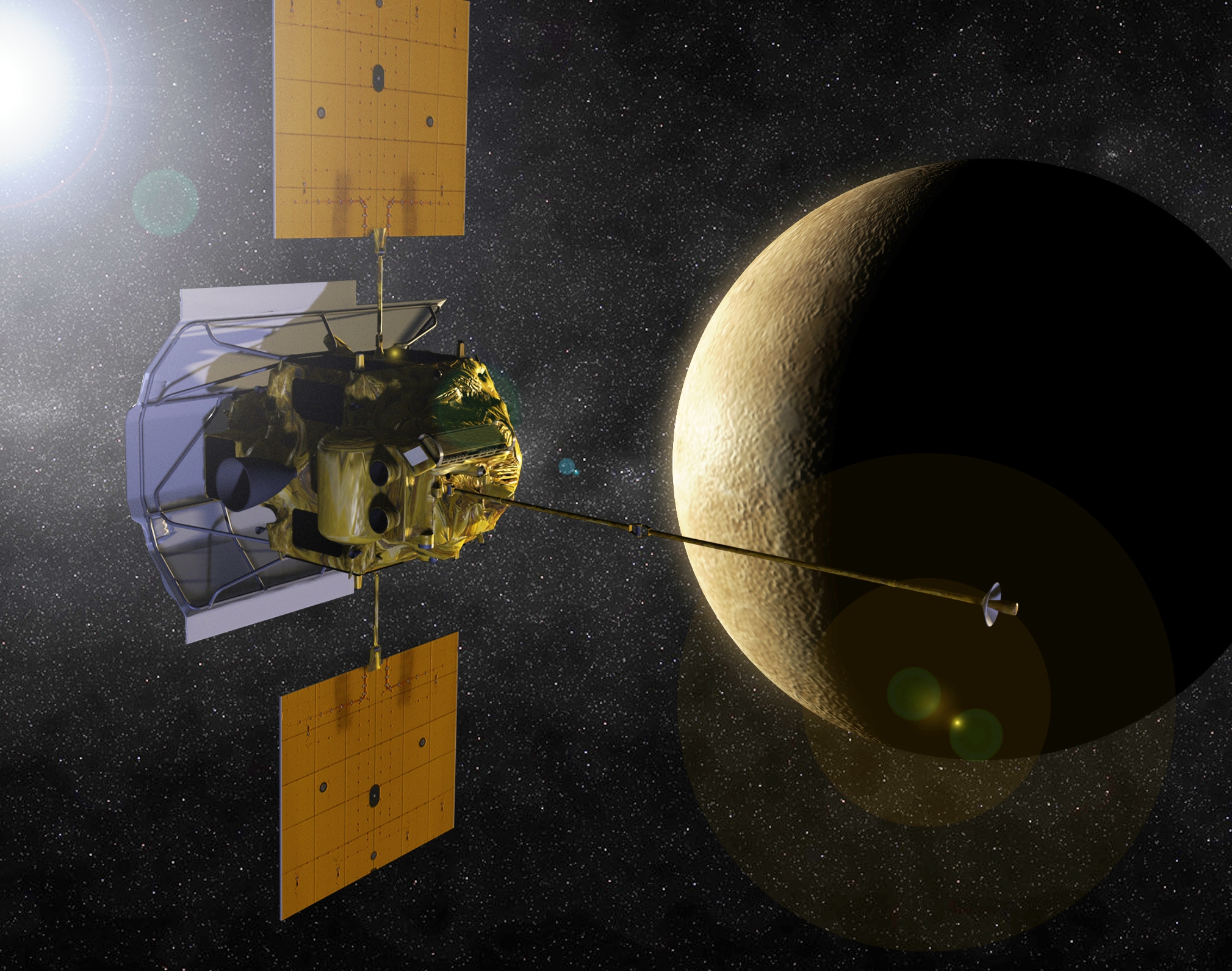
Sonda MESSENGER

3 sierpnia 2004 roku w kierunku Merkurego została wysłana kolejna sonda kosmiczna NASA – MESSENGER. W drodze do celu próbnik przeleciał koło Ziemi i dwukrotnie obok Wenus. Następnie sonda trzykrotnie przeleciała obok Merkurego – 14 stycznia 2008, 6 października 2008 i 29 września 2009 roku, w odległości kolejno 201 km, 199 km i 228 km. 18 marca 2011 roku MESSENGER wszedł na orbitę wokół planety, stając się jego pierwszym sztucznym satelitą. Już podczas przelotów obok planety sonda wykonała zdjęcia niedostępnej dla Marinera 10 półkuli. 17 marca 2012 roku zakończyła się podstawowa misja sondy i rozpoczęła się misja przedłużona. 30 kwietnia 2015 roku, po wykonaniu 4105 okrążeń planety i wykonaniu ponad 277 tys. zdjęć, sonda zgodnie z planem rozbiła się o powierzchnię Merkurego.
Celem misji było pogłębienie wiedzy na temat pochodzenia dużej gęstości planety, jej geologicznej historii, pola magnetycznego, struktury jądra, znalezienia przyczyny braku atmosfery oraz rozstrzygnięcia, czy na biegunach znajduje się lód. Sonda zaopatrzona była w przyrządy obrazujące o dużo wyższej rozdzielczości niż te, których używał Mariner 10. Dołączone do niej spektrometry miały ustalić skład chemiczny skorupy planety, natomiast magnetometry – zmierzyć prędkości naładowanych cząsteczek. Precyzyjne pomiary zmian prędkości sondy podczas orbitowania pomogły poznać szczegóły wewnętrznej struktury Merkurego.

### BepiColombo

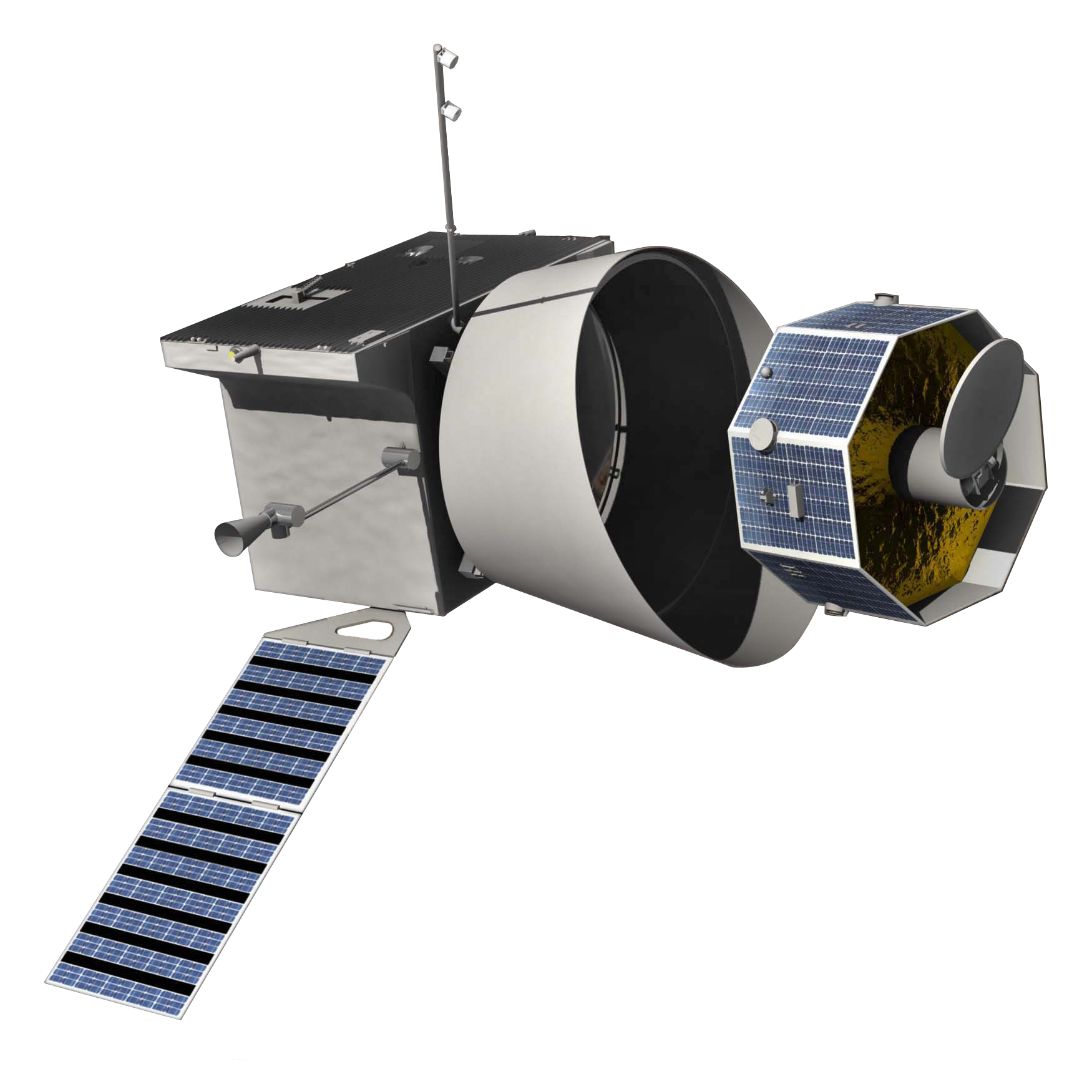
Schemat sondy BepiColombo

Europejska Agencja Kosmiczna wraz z JAXA przygotowały wspólną misję do Merkurego pod nazwą BepiColombo. Zostaną w niej wykorzystane dwa orbitery: jeden do wykonywania map planety, drugi do badania jej magnetosfery. Sonda została wystrzelona 20 października 2018 roku z Gujańskiego Centrum Kosmicznego za pomocą rakiety Ariane 5. Główny napęd sondy stanowi silnik jonowy zasilany energią słoneczną, zdolny do utrzymywania ciągu przez dłuższy czas. Podobnie jak w przypadku poprzednich sond, BepiColombo wykorzysta przeloty w pobliżu ciał niebieskich w celu wykonania manewrów asysty grawitacyjnej. Sonda zbliży się do Ziemi, dwukrotnie do Wenus i sześciokrotnie do Merkurego, przed wejściem na orbitę wokół planety w grudniu 2025 roku. Oba orbitery będą badać planetę przez minimum rok, z możliwością przedłużenia badań o kolejny rok.

## Merkury w fantastyce naukowej
Merkurego przedstawiano jako miejsce wydarzeń w literaturze i filmach z gatunku fantastyki naukowej. Powtarzające się motywy to niebezpieczeństwo wynikające z narażenia się na promieniowanie słoneczne, możliwość uniknięcia szkodliwej dawki promieniowania przez znalezienie się na terminatorze Merkurego oraz autokratyczne rządy na planecie. Do 1965 uważano, że Merkury był w rotacji synchronicznej ze Słońcem – jedna strona planety (oświetlona) miała być ekstremalnie gorąca, a druga (nieoświetlona) – ekstremalnie zimna. Literatura SF do 1965 odzwierciedla ówczesny pogląd naukowy na ten temat.
W powieści C.S. Lewisa Ta ohydna siła z 1945 Merkury opisywany jest jako miejsce narodzin języka we Wszechświecie. W Wyspach na niebie Arthura C. Clarke’a z 1952 przytaczana jest opowieść o „Merkuriańczykach” żyjących na ciemnych, pozbawionych Słońca regionach planety. Z kolei w cyklu Spotkanie z Ramą rząd Merkurego usiłuje zniszczyć statek kosmiczny Rama. W nowelach Isaaca Asimova – Runaround (1952), The Dying Night (1956) i Lucky Starr and The Big Sun of Mercury (1956) jedna strona Merkurego jest stale oświetlona, a druga stale ciemna. W nowelce Dymitra Bilenkina Desant na Merkurego atmosfera tej planety ujawnia specyficzne właściwości poprzez pojawianie się niezwykle realistycznych i tajemniczych miraży.